# 마이크 허커비

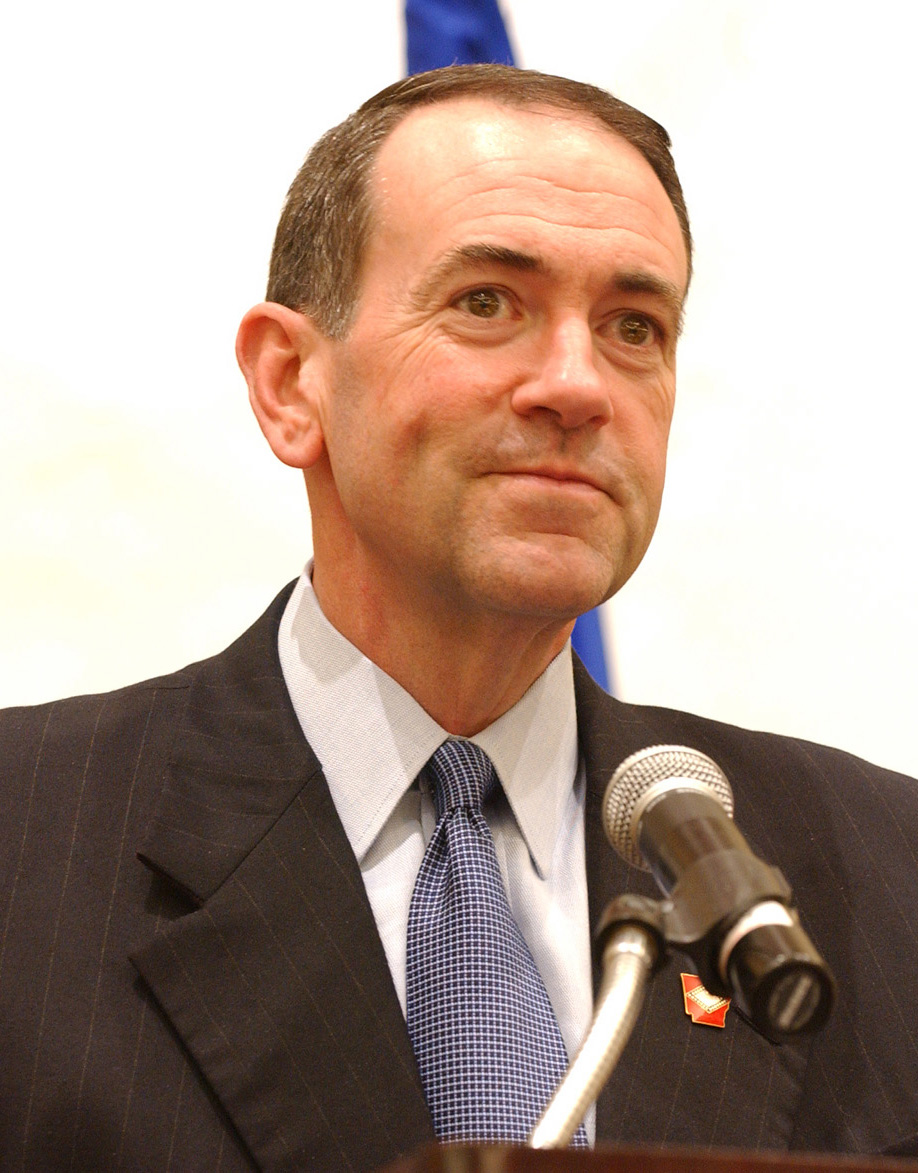
마이크 허커비

마이클 데일 "마이크" 허커비(Michael Dale "Mike" Huckabee, 1955년 8월 24일 ~ )는 미국 공화당 소속 정치인이다. 1993년부터 1996년까지 아칸소주의 부지사를 맡았으며, 1996년부터 2007년까지는 주지사를 맡았다. 2008년 대선에서 공화당 경선에 출마하였으나 존 매케인 후보에게 뒤져 실패하였다.

## 성장 과정
허커비는 1955년 미국 아칸소 주의 소도시인 호프(Hope)에서 태어났다. 그의 말에 따르면, 자신이 집안에서 유일한 고교 졸업자이었다고 한다. 가난한 형편의 가정에서 성장하여, 오치타침례대와 사우스웨스턴침례신학대학원(석사)를 졸업하였다.

## 정치 경력과 입장
1992년 상원의원 선거에 출마로 정치 경력을 시작했으나 실패하였다. 그러나 이듬해 아칸소주 부지사에 당선되었고, 1996년 당시 주지사인 짐 터커가 물러나면서 자리를 물려받았다. 그리고 1998년과 2002년 주지사 선거에 연거푸 당선되면서 주지사 직을 이어갔다. 2007년 1월 28일에는 2008년 미국 대통령 선거 출마를 공식적으로 발표하였으나 공화당 경선에서 존 매케인 후보에게 패배하였다.
그는 침례교 목사출신으로 확고한 보수주의자이다. 낙태, 동성애, 총기규제를 반대한다. 그래서 개신교 목사출신의 정치인 허커비가 아이오와주 코커스(당원대회)에서 1위를 차지할 정도로 정치적 돌풍을 일으키는 것에 대해 미국 기독교 근본주의가 허커비를 지지하는 것과 연관짓는 해석도 있다.

## 역대 선거 결과
| 선거명      | 직책명                  | 대수  | 정당   | 득표율 | 득표수    | 결과 | 당락               |
| ----------- | ----------------------- | ----- | ------ | ------ | --------- | ---- | ------------------ |
| 1992년 선거 | 상원의원 (아칸소 제3부) | 103대 | 공화당 | 39.82% | 366,373표 | 2위  | 낙선               |
| 1993년 선거 | 아칸소 부지사           | 16대  | 공화당 | 50.85% | 151,502표 | 1위  | 아칸소 부지사 당선 |
| 1994년 선거 | 아칸소 부지사           | 16대  | 공화당 | 58.58% | 417,191표 | 1위  | 아칸소 부지사 당선 |
| 1998년 선거 | 아칸소 주지사           | 44대  | 공화당 | 59.77% | 421,989표 | 1위  | 아칸소 주지사 당선 |
| 2002년 선거 | 아칸소 주지사           | 44대  | 공화당 | 53.01% | 427,082표 | 1위  | 아칸소 주지사 당선 |